# 시마정 (후쿠오카현)
시마정(일본어: 志摩町)은 후쿠오카현 서부에 있었던 이토시마군의 정이다. 이토시마 반도에 위치하고 정 북부는 겐카이나다에 접하고 있어 겐카이 국정공원에 포함되어 있었다. 어촌으로서의 성격이 강했던 마을이지만 일부 지역은 후쿠오카시의 베드타운으로서 발전하고 있었다. 2010년 1월 1일, 인접하는 마에바루시·이토시마군 니조정과 신설 합병해 소멸했다. 이후 새로운 시명은 이토시마시가 되었다.

## 인접한 자치체
- 후쿠오카시(니시구)
- 마에바루시

## 역사
- 1889년 4월 1일 - 정촌제 시행에 수반해 시마군 가야촌, 노기타촌, 사쿠라이촌, 고후지촌, 게야촌이 성립하였다.
- 1896년 2월 26일 - 시마군이 이토군과 합병해 이토시마군이 되었다.
- 1951년 4월 1일 - 사쿠라이촌과 노기타촌이 합병해 사쿠라노촌이 되었다.
- 1955년 1월 1일 - 가야촌·사쿠라노촌·고후지촌·게야촌이 대등 합병해 시마촌이 성립하였다.
- 1965년 4월 1일 - 정으로 승격해 시마정이 되었다.
- 2010년 1월 1일 - 마에바루시, 이토시마군 니조정과 합병해 이토시마시가 되면서 폐지되었다.